# In Our Nature
In Our Nature släpptes av José González år 2007, vilket är hans andra album. Första albumet Veneer släpptes i Sverige år 2003.

## Låtlista
Alla sånger är skrivna av José González, förutom de noterade.
1. "How Low" – 2:43
2. "Down the Line" – 3:15
3. "Killing for Love" – 3:07
4. "In Our Nature" – 2:46
5. "Teardrop" (Robert Del Naja, Grant Marshall, Andrew Vowles, Elizabeth Fraser) – 3:38
6. "Abram" – 1:51
7. "Time to Send Someone Away" (González, Matthias Bergqvist) – 2:51
8. "The Nest" – 2:27
9. "Fold" – 2:59
10. "Cycling Trivialities" – 8:09
11. "You're an Animal" – 4:18 (iTunes-bonuslåt)